# Kadish
Esta página contém alguns caracteres especiais e é possível que a impressão não corresponda ao artigo original.
Kadish (do aramaico קדיש "sagrado") é a prece especial dita regularmente nas rezas cotidianas e em enterros em memória aos entes falecidos, onde se dá ênfase à glorificação e santificação do nome de Deus. Geralmente é realizado pelos filhos ou parentes próximos do falecido.
Existem 4 tipos de Kadish.
1. Kadish Titkabal, mais longo e que pede aos Céus para que a nossa oração seja aceita junto às de todo o povo judeu. 
2. Há também o Kadish pequeno, recitado antes das orações Minchá e Arvit, o que se diz antes do Barechú pelo Chazan, um Kadish após a leitura da Torá 
3. Outro ainda recitado após o estudo da Torá, o Kadish deRabanan. 
4. O Kadish dos enlutados chama-se Kadish Yatom.
O Kadish é uma oração de exaltação Divina com várias especificidades e nada tem a ver com tristeza e luto, ainda que recitado nestas ocasiões. A recitação do Kadish também auxilia sabermos em que parte está a reza, pois cada parte tem o seu Kadish especial.
Fonte: Oqueejudaismo.com.br